# Brian Jones
Lewis Brian Hopkin Jones (ur. 28 lutego 1942 w Cheltenham, zm. 3 lipca 1969 w Hartfield) – brytyjski muzyk, wokalista i kompozytor. Założyciel i pierwszy lider angielskiego zespołu The Rolling Stones, był również pomysłodawcą nazwy zespołu oraz autorem koncepcji muzycznej i dużej części dorobku grupy. Jones był multiinstrumentalistą: grał na gitarze, fortepianie, harmonijce ustnej, mandolinie, organach, klawesynie, sitarze, saksofonie, flecie, cytrze, oboju, klarnecie i różnych instrumentach perkusyjnych. Muzykowi poświęcono film Stoned z 2005 roku. Był przyjacielem Jimiego Hendrixa, Johna Lennona i Boba Dylana.

## Życiorys

### Dzieciństwo i edukacja
Lewis Brian Hopkin Jones urodził się w sobotę 28 lutego 1942 w Park Nursing Home w Cheltenham, w hrabstwie Gloucestershire, w średnio zamożnej rodzinie. Jego ojciec Lewis Blount Jones, którego rodzice byli nauczycielami, ukończył studia na wydziale inżynierii lotniczej Uniwersytetu w Leeds. W 1938 poślubił w Walii Louisę Beatrice Simmonds, której ojciec był mistrzem budowlanym i organistą w kościele w pobliżu Cardiff. Rok później młodzi małżonkowie przenieśli się do Cheltenham, mieszkali w dzielnicy Rosemead przy Eldorado Road, i tam właśnie przyszedł na świat ich syn – Brian. Matka Jonesa dawała lekcje gry na pianinie, a ojciec pracował jako inżynier lotniczy w fabryce Dowty Rotol; podobnie jak żona interesował się muzyką, grał na pianinie i na organach oraz prowadził chór w pobliskim kościele. Pamela, siostra Briana, zmarła w wieku dwóch lat na białaczkę. Druga siostra, Barbara, urodziła się w 1946. W 1948 Jones zachorował na krup, co z kolei spowodowało astmę, na którą chorował już do śmierci.
W 1948 matka zaczęła uczyć Jonesa gry na pianinie, nauka trwała do 14. roku życia. Również w 1948 rozpoczął naukę szkolną, we wrześniu 1949 przeszedł do płatnej, renomowanej szkoły Dean Close Junior w Chelteham. Miał dobre wyniki w nauce muzyki i angielskiego. W czerwcu 1953 zdał wstępne egzaminy i we wrześniu zaczął uczęszczać do szkoły średniej w Cheltenham. W 1956 został pierwszym klarnecistą w szkolnej orkiestrze. W wieku 15 lat zdał siedem egzaminów i przeszedł od razu do szóstej klasy. Jeszcze w szóstej klasie zdał dwa zaległe egzaminy, a potem dwa wyższe z fizyki i z chemii.
W 1957 zainteresował się muzyką Charliego Parkera, pod jego wpływem przekonał rodziców by kupili mu saksofon. Następnie na 17. urodziny rodzice kupili mu gitarę akustyczną. W 1959 przyszło na świat jego pierwsze nieślubne dziecko, które urodziła 14-letnia uczennica Valerie z Chaltenham. Jones nie chciał, by dziecko się urodziło, dlatego Valerie zerwała z nim, a dziecko oddała do adopcji. Sprawa wywołała najpierw lokalny, a później ogólnokrajowy skandal i była opisywana w prasie, doprowadziła m.in. do wyrzucenia Jonesa ze szkoły i zerwania przez niego kontaktów z rodziną i przyjaciółmi.
W sierpniu 1959 rozpoczął pracę w londyńskim zakładzie optycznym, zaczął wtedy bywać w klubach jazzowych, jednak po jakimś czasie porzucił tę pracę i powrócił do Cheltenham. We wrześniu 1959, by uniknąć problemów z rodzicami Valerie, wybrał się z przyjaciółmi w podróż po Skandynawii, gdzie podróżował autostopem i zarabiał graniem na gitarze na ulicy. W listopadzie 1959 poznał Angelinę, która niedługo potem zaszła z nim w ciążę, ta zdecydowała się urodzić drugie dziecko Jonesa (córkę). Jones nie wiedział o jej narodzinach. Pod koniec roku zaczął pracować w fabryce w Brockworth, wkrótce podczas dojazdu do pracy miał wypadek samochodowy. Następnie został konduktorem autobusowym, w tym czasie wyprowadził się z domu i zamieszkał razem z kilkoma przyjaciółmi. Niedługo potem dowiedział się, że został kolejny raz ojcem, tym razem z Pat Andrews, jednak i tym razem nie zdecydował się na zamieszkanie z dziewczyną. Niedługo potem podjął pracę jako młodszy architekt w miejskim biurze w Gloucester, pomagając w projektowaniu szkół. Następnie został sprzedawcą w sklepie i węglarzem.

### Początki kariery
W 1960 powrócił do Cheltenham i zaistniał na lokalnej scenie jazzu tradycyjnego. W marcu 1960 grał na lokalnych potańcówkach z zespołami John Keen’s Trad Band i Jock Henderson’s Dixielanders, grał też z Bill Nile’s Delta Jazzmen. Muzycy grający jazz lubili też bluesa, dlatego Brian wybrał się w Cheltenham na koncert zespołu The Chris Barber Band z udziałem amerykańskiego bluesowego harmonijkarza Sonny’ego Boya Williamsona. Od tego czasu Jones poważnie zainteresował się chicagowskim bluesem i wkrótce potem zaczął poszukiwać płyt Sonny’ego Boya i Muddy’ego Watersa. Trzecie dziecko Briana, tym razem chłopca, Pat Andrews urodziła 23 października 1961, otrzymał imię Julian Mark, Pat w tym czasie regularnie odwiedzała Briana. Wkrótce potem Jones wybrał się na koncert do ratusza w Cheltenham, gdzie w części bluesowej koncertu grał jeden z pierwszych brytyjskich bluesmanów – Alexis Korner. Jones szybko nawiązał kontakt z Kornerem, kupił sobie gitarę elektryczną marki Harmony Stratotone z jedną przystawką (jako wzmacniacza używał przerobionego magnetofonu) i cały czas ćwiczył granie na gitarze techniką slide, słuchając każdej dostępnej płyty Elmore’a Jamesa, Roberta Johnsona i Howlin’a Wolfa. Od tego zdarzenia zaczął często jeździć do Londynu, gdzie w krótkim czasie dobrze poznał wąskie środowisko bluesowe. W styczniu 1962 zaprzyjaźnił się z Paulem Pondem, który mieszkał w Oxfordzie. Pond prowadził w tym czasie grupę bluesową Thunder Odin’s Big Secret i namówił Jonesa, aby ten dołączył do jego zespołu. Niedługo później Pond zmienił nazwisko na Paul Jones i dołączył do grupy Manfred Mann, z którą zyskał światową sławę.
Na początku 1962 razem ze swoim przyjacielem Dickiem Hattrellem przyjechali z Chaltenham do londyńskiego Ealing Jazz Club, by zobaczyć pierwszy występ Alexisa Kornera z jego nowo powstałym zespołem Blues Incorporated. Jones dał Alexisowi taśmę, którą nagrał z Paulem Pondem i poprosił o możliwość zagrania w Ealing Jazz Club. Klub ten zyskiwał słuchaczy i już niedługo po otwarciu cieszył się popularnością. W drugim tygodniu istnienia zespołu Jones zadebiutował na gitarze jako kolejny muzyk Blues Incorporated, wtedy też po raz pierwszy rozmawiał z Charliem Wattsem. Od tego czasu przyjeżdżał do Ealing co weekend w piątek, a w niedzielę ostatnim pociągiem wracał do Chaltenham do pracy. Występował pod pseudonimem Elmo Lewis (w hołdzie swojemu idolowi Elmore’owi Jamesowi). Na początku kwietnia 1962 w Ealing Jazz Club zjawili się Mick Jagger i Keith Richards, którzy w tym czasie również byli pod dużym wpływem bluesa. Zobaczyli wtedy Jonesa, który grał na gitarze metodą slide, byli pod wrażeniem i zgodnie stwierdzili, że jest niesamowitym gitarzystą. Po koncercie Jones podczas rozmowy z Jaggerem wspomniał, że tworzy zespół. Jagger jednak w maju 1962 dołączył jako wokalista do Blues Incorporated.
Jones, chcąc założyć zespół, w kwietniu przeprowadził się do Londynu i zamieszkał przy Weech Road w Hampstead, gdzie niedługo potem dołączyła do niego Pat Andrews z dzieckiem, niedługo potem znaleźli sobie nowe mieszkanie w Notting Hill, Brian pracował wtedy w sklepie sportowym. 2 maja 1962 zamieścił ogłoszenie w czasopiśmie muzycznym „Jazz News”, że zakłada nowy zespół i poszukuje do niego muzyków. Najpierw zgłosili się pianista Ian Stewart i gitarzysta Geoff Bradford, nie mieli w tym czasie stałego perkusisty. W czerwcu Jagger i Richards wybrali się na jedną z prób zespołu Jonesa, wkrótce potem przyłączyli się do jego zespołu, zajmując miejsce Bradforda. 12 lipca 1962 zagrali pierwszy wspólny koncert w Marquee Club w zastępstwie za Blues Incorporated. W tym czasie zespół jeszcze nie miał nazwy, dlatego Jones zdecydował, że wystąpią pod nazwą The Rollin’ Stones (zainspirował się utworem Muddy’ego Watersa o podobnym tytule). Następnie zaczęli następnie grywać w Ealing Jazz Club. Nadal poszukiwali perkusisty, gdyż Jones uważał, że tylko z bardzo dobrym perkusistą będą dobrze brzmieć, tymczasowo wykorzystywali do tego celu Tony’ego Chapmana, z którego jednak nie byli zadowoleni. W sierpniu 1962 do Jonesa, który samotnie wynajmował mieszkanie w londyńskiej Chelsea przy Edith Grove 102, wprowadził się Jagger, a niedługo potem Richards. Wynajmowali (za 17 funtów tygodniowo) mieszkanie z łazienką bez ogrzewania i z tylko jedną żarówką w dużym pokoju. Zarobione pieniądze Jones przeznaczał na struny gitarowe i sprzęt, pieniądze Pat Andrews były na życie. W wolnych chwilach Jones, Jagger i Richards słuchali płyt (najczęściej Muddy’go Watersa) oraz grali i śpiewali bluesa, poza tym Jones nadal pracował w sklepie. Wspólne zamieszkiwanie umożliwiło Jonesowi i Richardsowi perfekcyjne zgranie swoich gitar, codziennie przez wiele godzin grali razem na gitarach, synchronizując je i doskonaląc wzajemne przeplatanie się ich dźwięków. Intensywność ćwiczeń nasiliła się jeszcze bardziej późną jesienią i zimą, kiedy Jones stracił pracę. Te wspólne domowe sesje trwające często po kilkanaście godzin na dobę zaowocowały w przyszłości własnym stylem (perfekcyjnego uzupełniania się ich gitar), który stał się znakiem firmowym The Rolling Stones.
W tym czasie muzycy występowali sporadycznie, więc Jones z różnym skutkiem próbował samodzielnie organizować koncerty. W październiku The Rolling Stones zagrali po raz pierwszy poza Ealing Jazz Club i Marquee Club, było to w Woodstock w Cheam. Niedługo potem z powodu braku perspektyw koncertowych zespół opuścił Dick Taylor. 26 października w prywatnym studio gitarzysty jazzowego Curly’ego Claytona muzycy nagrali za swoje pieniądze pierwsze trzy bluesowe piosenki („You Can’t Judge a Book by the Cover” Bo Diddleya, „Soon Forgotten” Muddy’ego Watersa i „Close Together” Jimmy’ego Reeda). Nagrania zrealizowane bez partii gitary basowej, kilka dni później zostały przesłane do EMI Records, jednak bez odpowiedzi ze strony wytwórni muzycznej. W listopadzie 1962 zaczęli grać za kilka funtów w londyńskim klubie Flamingo. Ciągły brak pieniędzy skutkował tym, iż muzycy musieli ratować się zbieraniem i sprzedażą pustych butelek. Z początkiem zimy życie w nieogrzewanym mieszkaniu stało się jeszcze trudniejsze – Jones i Richards grali na gitarach, siedząc pod kocami, sytuacja zmusiła ich nawet do wyszukiwania resztek jedzenia z okolicznych śmietników. Na początku grudnia perkusista Tony Chapman zaprosił na próbę zespołu basistę Williama Perksa, który posiadał dobry sprzęt kupiony na raty, jednak nie słuchał bluesa; miał w tym czasie ma utrzymaniu żonę i dziecko, początkowo grywał z The Stones tylko na imprezach, za które były pieniądze. Na początku stycznia 1963, z trudnościami, muzycy namówili Charlie Wattsa do przystąpienia do The Stones.

### Kariera w The Rolling Stones
Brian Jones jako założyciel The Rolling Stones w pierwszym okresie jego funkcjonowania był jedynym i niekwestionowanym liderem zespołu, m.in. sam wybierał repertuar (przeważnie bluesowy), organizował koncerty i umawiał zespół na pierwsze sesje nagraniowe. Decydował podczas sesji nagraniowych o brzmieniu zespołu, uczestniczył w realizacji nagrań, zgrywaniu ścieżek i miksowaniu dźwięku, dzięki czemu w krótkim czasie zdołał zyskać duże doświadczenie w tym zakresie. Podczas sesji nagraniowych osobiście nagrywał partie kilku instrumentów do poszczególnych utworów. W tym czasie zajmował się organizacją koncertów oraz finansami zespołu (płacił za udział w koncertach pozostałym członkom zespołu). Ponadto udzielał wywiadów dla prasy.
W maju 1963 skorzystał z propozycji i podpisał kontrakt w imieniu zespołu z Andrew Loog Oldhamem, który został menedżerem The Rolling Stones. Od dnia podpisania umowy z Oldhamem w zespole zaczęła rosnąć rola Jaggera i Richardsa, początkowo pozostali muzycy zespołu uniezależnili się od Jonesa przede wszystkim finansowo (chociaż wyższe stawki honorarium Jones otrzymywał jeszcze przez pewien czas po podpisaniu kontaktu). Jagger i Richards którzy w podpisaniu kontraktu z Oldhamem szybko zaczęli upatrywać szansy na uniezależnienie się od Jonesa, w krótkim czasie weszli z nowym menedżerem w dobre stosunki koleżeńskie. Skutkowało to tym, że już pod koniec 1964 Jagger i Richards stali się mocno faworyzowani w zespole, przejawiało się to m.in. forsowaniem przez Oldhama spółki autorskiej Jagger/Richards, czego efektem było powstanie nieprawdziwego wizerunku grupy, który pomniejszał faktyczny wkład Jonesa (również Wymana i Wattsa) w twórczość zespołu. To skutkowało frustracją i coraz większym kryzysem ze strony Jonesa. W latach 1963 i 1964 muzyk był najczęściej udzielającym wywiadów mediom członkiem zespołu reprezentował grupę na zewnątrz, on również był widoczny podczas występów telewizyjnych na pierwszym planie obok Jaggera. W tym czasie razem z Wymanem był etatowym wokalistą wspierającym. Pomimo początkowych problemów – wynikających z tego, że Jagger i Richards byli znacznie mniej kontaktowi od Jonesa – Jones wskutek zabiegów Oldhama stracił również dominującą pozycję w zakresie kontaktów z mediami. Jones nadal pełnił rolę lidera grupy w studiu nagrań, dopiero po nagraniu płyty December’s Children pod koniec 1965 sytuacja w zespole uległa dalszym zmianom, po tej sesji Jones coraz rzadziej uczestniczył w nagraniach jako wokalista wspierający co z wyjątkami trwało już do końca jego udziału w zespole, miejsce Jonesa na tym polu powoli przejmował Richards.
Udział Briana Jonesa w sesjach nagraniowych w latach 1963–1965 (kolejność według daty wydania):
1964
Come On – wokal wspierający, harmonijka ustna (nagrano 10 maja 1963)
I Want To Be Loved – harmonijka, gitara elektryczna (nagrano 10 maja 1963)
I Wanna Be Your Man – wokal wspierający, gitara prowadząca slide(nagrano 7 listopada 1963)
Stoned – gitara elektryczna, harmonijka? (nagrano 7 listopada 1963)
Bye Bye Johnny – wokal wspierający, elektryczna gitara rytmiczna (nagrano 8 sierpnia 1963)
Money – harmonijka (nagrano 14 listopada 1963)
Poison Ivy – wokal wspierający, gitara elektryczna (nagrano 14 listopada 1963)
Fortune Teller – wokal wspierający, gitara elektryczna, tamburyn (16 sierpnia 1963)
Don’t Lie To Me – gitara elektryczna (nagrano 3 lutego 1964)
I Can’t Be Satisfied – gitara Slide (nagrano 10 czerwca 1964)
Not Fade Away – gitara, harmonijka, instrumenty perkusyjne (10 stycznia 1964)
Route 66 – elektryczna gitara rytmiczna (nagrano: styczeń/luty 1964)
I Just Wanna Make Love To You – harmonijka, tamburyn (nagrano: styczeń/luty 1964)
Honest I Do – gitara elektryczna (nagrano: styczeń/luty 1964)
Now I’ve Got A Witness – harmonijka (nagrano: styczeń/luty 1964)
Little By Little – gitara elektryczna (nagrano: styczeń/luty 1964)
I’m A King Bee – elektryczna gitara Slide (nagrano: styczeń/luty 1964)
Carol – elektryczna gitara rytmiczna (nagrano: styczeń/luty 1964)
Tell Me – wokal wspierający, gitara elektryczna, tamburyn (24 lutego 1964)
Can I Get A Witness – wokal wspierający, gitara elektryczna?,tamburyn (nagrano: styczeń/luty 1964)
You Can Make It If You Try – wokal wspierający, gitara, tamburyn (nagrano: styczeń/luty 1964)
Walking The Dog – wokal wspierający, gwizdy, elektryczna gitara rytmiczna, harmonijka?(nagrano: styczeń/luty 1964)
Around and Around – elektryczna gitara rytmiczna (nagrano 11 czerwca 1964)
Confessin’ the Blues – gitara elektryczna (nagrano 11 czerwca 1964)
Empty Heart – harmonijka (nagrano 11 czerwca 1964)
Time Is On My Side – wokal wspierający, gitara elektryczna (nagrano 10 czerwca 1964)
Good Times, Bad Times – harmonijka (nagrano 25 lutego 1964)
It’s All Over Now – wokal wspierający, gitara elektryczna (nagrano 10 czerwca 1964)
2120 South Michigan Avenue – harfa, gitara elektryczna (?) (nagrano 11 czerwca 1964)
Under The Boardwalk – gitara akustyczna, instrumenty perkusyjne (nagrano 2 września 1964)
Congratulations – wokal wspierający, gitara elektryczna (nagrano 12 maja 1964)
Grown Up Wrong – elektryczna gitara slide, harmonijka (nagrano 28–29 września 1964)
If You Need Me – organy, wokal wspierający?, gitara elektryczna?, tamburyn? (nagrano 11 czerwca 1964)
Susie Q – gitara elektryczna (nagrano 11 czerwca 1964)
Bright Light Big City – gitara (nagrano w marcu 1962) wydano w Niemczech w roku 1983
High Heel Sneakers – harmonijka (nagrano 10 kwietnia i 16 czerwca 1964)
Highway Child – gitara elektryczna (nagrano w czerwcu 1964) nigdy nie wydano
Memphis Tennessee – wokal wspierający, gitara (nagrano we wrześniu 1963)
Wake Up In The Morning -elektryczna gitara, harmonijka (nagrano we wrześniu 1963) – reklama Rice Crispies Jingle, muzyka Brian Jones
Roll Over Beethoven – elektryczna gitara (nagrano we wrześniu 1963) – nigdy nie wydano
Will You Be My Lover Tonight – gitara (nagrano w listopadzie 1963) – nigdy nie wydano
Little Queenie – gitara (nagrano w marcu 1962)
Leave Me Alone – elektryczna gitara prowadząca (nagrano: listopad/grudzień 1963) – nigdy nie wydano
Key to the Highway – harfa (nagrano w listopadzie 1963) – nigdy nie wydano
Goodbye Girl – elektryczna gitara prowadząca (nagrano 8 listopada 1964) – nigdy nie wydano
Go Home Girl – wokal wspierający, gitara elektryczna (nagrano 14 listopada 1964) – nigdy nie wydano
Diddley Daddy – wokal wspierający, harmonijka (nagrano 11 marca 1963) – nigdy nie wydano
Cops And Robbers – harmonijka (nagrano 19 marca 1964) – nigdy nie wydano
Beautiful Delilah – gitara (nagrano w marcu 1962) – nigdy nie wydano
Andrew’s Blues – gitara elektryczna (nagrano 4 lutego 1964)
1965
Everybody Needs Somebody To Love – wokal wspierający, gitara elektryczna, tamburyn (nagrano 2 listopada 1964)
Down Home Girl – gitara elektryczna (nagrano 2 listopada 1964)
You Can’t Catch Me – gitara elektryczna (nagrano 28–29 września 1964)
Heart Of Stone – wokal wspierający, gitara elektryczna, tamburyn (nagrano 2 listopada 1964)
What A Shame – gitara elektryczna prowadząca, gitara slide (nagrano 8 listopada 1964)
Mona – gitara elektryczna (nagrano 3 stycznia 1964)
Down The Road Apiece – elektryczna gitara rytmiczna (nagrano 11 czerwca 1964)
Off The Hook – gitara elektryczna (nagrano 2 września 1964)
Pain In My Heart – elektryczna gitara rytmiczna, pianino (nagrano 2 listopada 1964)
Oh Baby We Got A Good Thing Goin’ – gitara elektryczna, pianino (nagrano 2 listopada 1964)
Little Red Rooster – gitara Slide, harfa (nagrano 2 września 1964)
Surprise, Surprise – elektryczna gitara rytmiczna (nagrano 29 września 1964)
Mercy Mercy – gitara elektryczna prowadząca (nagrano 10 maja 1965)
Hitch Hike – gitara elektryczna (nagrano 2 listopada 1964)
The Last Time – elektryczna gitara prowadząca (nagrano 18 stycznia/18 lutego 1965)
I Cant’Get No) Satisfaction – gitara elektryczna (nagrano 12 maja 1965)
Good Times – gitara akustyczna (nagrano 13 maja 1965)
I’m All Right – elektryczna gitara prowadząca (nagrano w marcu 1965)
That’s How Strong My Love Is – elektryczna gitara (nagrano 10 maja 1965)
Cry To Me – gitara elektryczna (nagrano 13 maja 1965)
The Under Assistant West Coast Promotion Man – harmonijka (nagrano 10 maja 1965)
The Spider And The Fly – gitara elektryczna (nagrano 13 maja 1965)
One More Try – gitara elektryczna, harmonijka (nagrano 13 maja 1965)
She Said Yeah – wokal wspierający, gitara elektryczna (nagrano 5 września 1965)
Talkin’ Bout You – elektryczna gitara rytmiczna (nagrano 5 września 1965)
You Better Move On – wokal wspierający, gitara akustyczna (nagrano 14 listopada 1963)
Look What You’ve Done – harmonijka (nagrano 11 września 1965)
The Singer Not The Song – gitara akustyczna (nagrano 5 września 1965)
Get Off My Cloud – elektryczna gitara prowadząca (nagrano 5 września 1965)
I’m Free – gitara elektryczna, organy (nagrano 6 września 1965)
Gotta Get Away – gitara akustyczna (nagrano 5 września 1965)
Blue Turns To Grey – gitara elektryczna (nagrano 5–6 września 1965)
I’m Moving On – elektryczna gitara Slide (nagrano w marcu 1965)
Looking Tired – gitara akustyczna, pianino (wrzesień/grudzień 1965) – nigdy nie wydano
Hey Crawdaddy – elektryczna gitara prowadząca (nagrano 17 kwietnia 1965) – nigdy nie wydano
Fanny Mae – harmonijka (nagrano 20 sierpnia 1965) – nigdy nie wydano

### Największe sukcesy i konflikt w zespole
W latach 1965–1967 The Rolling Stones święcili największe triumfy, stali się obok The Beatles najpopularniejszym zespołem rockowym świata, sukces ten zespół w dużej mierze zawdzięczał Jonesowi, jednak pod koniec tego okresu konflikt pomiędzy nim a Jaggerem i Richardsem (również na tle osobistym) doprowadził do izolacji, osamotnienia i niechęci wobec niedawnych kolegów z zespołu. Siłą muzyki Stonesów były bogate aranżacje utworów, które wirtuozerią wykonania i różnorodnością dźwięków przewyższały wszystkie inne grupy w tym czasie. Mimo odsunięcia go od kierowania zespołem, od 1965 do początku 1967 nadal był jego filarem, a w większości powstałych w tym czasie utworów słychać jego grę (podczas sesji nagraniowych łącznie grał na kilkunastu instrumentach). W tym czasie był najbardziej lubianym przez fanów Stonesem. Podczas koncertów, które często były przerywane przez młodzieżowe zamieszki, zazwyczaj jako ostatni schodził ze sceny (czasami był do tego zmuszany siłą przez ochronę). Popularność sprawiała mu dużą satysfakcję i lubił entuzjazm fanów podczas koncertów.
We wrześniu 1965 podczas europejskiej trasy koncertowej poznał w Monachium Anitę Pallenberg – włoską aktorkę, która niedługo później została jego dziewczyną. Jones zaangażował się w ten związek, a partnerka szybko zyskała na niego duży wpływ, również negatywny – za jej namową zaczął eksperymentować z narkotykami. Jones w tym czasie zaczął coraz częściej opuszczać lub spóźniać się na koncerty podczas tras, spóźniał się też na sesje nagraniowe, co złościło zwłaszcza Jaggera. W marcu 1967 podczas wspólnych wakacji w Maroku Pallenberg odeszła od Jonesa, a nowym jej wybrankiem został Richards. Para uciekła razem z kraju, zostawiając tam zaskoczonego Jonesa, dla którego był to duży cios, zwłaszcza że wówczas pozostawał w dobrych stosunkach z Richardsem. W drugiej połowie 1967 problemy Jonesa z narkotykami były szeroko opisywane w mediach. Artysta był kilkakrotnie aresztowany i sądzony w związku z posiadaniem i używaniem środków niedozwolonych, jednak ze względu na znikomą szkodliwość uczynków, publiczne okazanie skruchy oraz bardzo zły stan psychiczny związany z widmem wyroku sądowego został on ostatecznie zwolniony, skończyło się jedynie na niewysokiej karze pieniężnej. Podobne problemy z wymiarem sprawiedliwości w związku z narkotykami mieli w tym czasie Richards i Jagger, co miało związek z dużą kampanią antynarkotykową przeprowadzoną wspólnie przez policję i brytyjskie media w 1967. Jej rezultatem były pokazowe procesy sądowe trzech Stonesów oraz znaczne pogorszenie się klimatu medialnego wokół zespołu. Rok 1967 dla Jonesa to koniec przyjaźni z Richardsem i wyraźne pogorszenie się relacji z Jaggerem. Ponadto jego pozycja w zespole osłabła jeszcze bardziej wskutek odmownej decyzji amerykańskiego urzędu emigracyjnego w sprawie wizy mającej umożliwić muzykowi udział w trasie koncertowej w USA. Odmowa była uzasadniona wcześniejszymi konfliktami Jonesa z prawem w związku z posiadaniem narkotyków. Problemy w relacjach z Jaggerem i Richardsem skutkowały drastycznym obniżeniem aktywności muzycznej Jonesa w The Rolling Stones – przykładowo w latach 1963–1966 każdego roku Jones brał udział w nagraniach ok. 30 utworów (wydanych), natomiast w 1967 brał udział w nagraniach tylko ok. 10 piosenek zespołu.
Udział Briana Jonesa w sesjach nagraniowych w latach 1965–1967 (kolejność według daty wydania):
1966
19th Nervous Breakdown – gitara elektryczna, saksofon (nagrano 8 grudnia 1965)
Sad Day – gitara elektryczna (nagrano 3 grudnia 1965)
Mother’s Little Helper – gitara elektryczna (vox mando), sitar (nagrano 8–10 grudnia 1965)
Stupid Girl – gitara elektryczna, gitara akustyczna (nagrano 6–9 marca 1966)
Paint It Black – Sitar, gitara akustyczna, tamburyn (nagrano 6–9 marca 1966)
Long, Long While – gitara elektryczna (nagrano 6–9 marca 1966)
Have You Seen Your Mother, Baby, Standing In The Shadow – gitara elektryczna, trąbka (nagrano: 3–11 sierpnia/31 sierpnia/8 września 1966)
Who’s Driving Your Plane – gitara elektryczna, harmonijka (nagrano 3–11 sierpnia 1966)
If You Let Me – dulcimer (nagrano: listopad/grudzień 1966)
I’ve Been Loving You Too Long – gitara elektryczna (nagrano 12 maja 1965)
Back Street Girl – akordeon, organy (nagrano 3–11 sierpnia 1966)
Please Go Home – gitara elektryczna, melotron, elektrofon, instrumenty perkusyjne (nagrano 31 sierpnia–2 września 1966)
My Girl – gitara elektryczna (nagrano 3–11 sierpnia 1966)
Ride On Baby – wokal wspierający, harfa, marimba, Koto, kongi (nagrano 4/8–10 grudnia 1965)
Sittin’ On A Fence – gitara akustyczna, harfa, instrumenty perkusyjne, tamburyn (nagrano 8–10 grudnia 1965)
Lady Jane – dulcimer, gitara akustyczna, harfa (nagrano 6–9 marca 1966)
Under My Thumb – marimba, pianino, gitara akustyczna, gitara elektryczna (nagrano 6–9 marca 1966)
Doncha Bother Me – gitara Slide, gitara elektryczna, harmonijka (nagrano 3–8 marca 1966)
Going Home – harmonijka (nagrano 3–8 marca 1966)
Flight 505 – gitara elektryczna, saksofon (nagrano 6–9 marca 1966)
High And Dry – harmonijka (nagrano 6–9 marca 1966)
Out Of Time – wokal wspierający, marimba, pianino (nagrano 6–9 marca 1966)
It’s Not Easy – gitara elektryczna, organy (nagrano 6–9 marca 1966)
I Am Waiting – dulcimer (nagrano 6–9 marca 1966)
Take It Or Leave It – harfa, instrumenty perkusyjne (nagrano w grudniu 1965)
Think – gitara elektryczna, saksofon? (nagrano 8–10 grudnia 1965)
What To Do – gitara elektryczna, pianino (nagrano 6–9 marca 1966)
I can See It – gitara (nagrano w sierpniu 1966)
THE BEATLES – Yellow Submarine – efekty specjalne, wokal wspierający (maj/czerwiec 1966)
ścieżka dźwiękowa do filmu A Degree of Murder – nagrania dokonane z Jimmym Page’em i Kenneyem Jonesem (nagrano: koniec 1966/luty 1967).
1967
Let’s Spend The Night Together – organy (nagrano 3–11 sierpnia/8–26 listopada 1966)
Yesterday’s Papers – wokal wspierający, marimba, harfa, dzwonki (wibrafon) (nagrano 3–11 sierpnia 1966)
My Obsession – gitara elektryczna (nagrano 3–11 sierpnia 1966)
Ruby Tuesday – wokal wspierający, pianino, flet, nagranie (nagrano 16 listopada 1966)
Connection – gitara elektryczna (nagrano 3–11 sierpnia 1966)
She Smiled Sweetly – organy (nagrano 3–11 sierpnia 1966)
Cool, Calm, Collected – sitar, banjo, kazoo, harmonijka (nagrano 3–11 sierpnia 1966)
All Sold Out – wokal wspierający, nagranie, elektryczna gitara, gitara slide (nagrano 3–11 sierpnia 1966)
Who’s Been Sleeping Here – harmonijka, pianino (nagrano 3–11 sierpnia 1966)
Complicated – marakasy, organy (nagrano 3–11 sierpnia 1966)
Miss Amanda Jones – gitara elektryczna (nagrano 3–11 sierpnia 1966)
Something Happened To Me Yesterday – trąbka, tamburyn, pianino (nagrano 3–11 sierpnia 1966)
We love You – mellotron, pianino, instrumenty dęte (nagrano: czerwiec/lipiec 1967)
Sing This All Together – mellotron, flet, trąbka i inne instrumenty dęte (nagrano 7–22 lipca 1967)
Citadel – harfa, melotron, instrumenty dęte (nagrano 9 czerwca/2–5 października 1967)
In Another Land – melotron (nagrano 13 lipca 1967)
She’s A Rainbow – wokal wspierający, melotron, instrumenty perkusyjne (nagrano 18 maja 1967)
The Lantern – gitara akustyczna, instrumenty dęte (nagrano: lipiec/październik 1967)
Gomper – nagranie, sitar, sarod, tamburyn, flet, organy, tabla i inne instrumenty perkusyjne (nagrano 10–12 sierpnia 1967)
2000 Light Years From Home – melotron, pianino, instrumenty perkusyjne (nagrano w październiku 1967)
On With The Show – melotron, instrumenty perkusyjne (nagrano w lipcu 1967)
2000 Man – organy (nagrano: sierpień/wrzesień 1967)
Dandelion – harfa, saksofon, oboje (nagrano: czerwiec/lipiec 1967)

### Izolowanie i usunięcie z The Rolling Stones
W latach 1967–1969 relacje Jonesa z Jaggerem i Richardsem były na tyle złe, że w konsekwencji doprowadziło to do jego izolacji w zespole, a następnie usunięcia go z The Rolling Stones. Od wiosny 1967 do lata 1969 Jones kilkakrotnie przebywał w szpitalach w związku z zasłabnięciami, utratami przytomności i napadami astmy (podejrzewano również zapalenie płuc). Już w tym czasie wśród dziennikarzy krążyła plotka o odejściu Jonesa z zespołu, jednak szybko została ona zdementowana przez Jaggera. Wiosną i latem 1968 Jones uczestniczył w sesjach nagraniowych płyty Beggars Banquet, jednak album zawiera znacznie mniej muzyki Jonesa niż wcześniejsze płyty. Do prac nad albumem było zaangażowanych kilku muzyków sesyjnych, którzy starali się zastąpić coraz bardziej odsuwanego Jonesa. Charakterystyczne jest to, iż w niektórych utworach z albumu początkowo nagranych podczas sesji z udziałem Jonesa, usunięto jego partie gitary. Od 10 do 12 grudnia 1968 uczestniczył w realizacji widowiska telewizyjnego The Rolling Stones Rock and Roll Circus, który jednak nie spodobał się Jaggerowi, przez co trafił do archiwum i został wydany dopiero w 1996. Nagrania do projektu były ostatnim publicznym występem Jonesa z The Rolling Stones.
Na początku 1969 faktem było, że Jones nie dostanie wizy wjazdowej do USA, przekreślało to możliwość zorganizowania dochodowej trasy koncertowej po Ameryce z jego udziałem. Było to dużym problemem, tym bardziej że zespół był w coraz większych kłopotach finansowych, Stonesi od miesięcy żyli na debecie, a ich nowy menedżer – Allen Klein (decyzją Jaggera został nim latem 1967) przestał regulować rachunki zespołu. Jones uczestniczył jeszcze w sesjach nagraniowych w lutym i marcu 1969, jednak problemy zdrowotne i wypadek motocyklowy, po którym trafił do szpitala, spowodowały jego nieobecność w studiu. Dla Jaggera i Richardsa stało się to tylko pretekstem do przeprowadzenia radykalnych zmian w zespole. Na początku kwietnia Jones zaczął spotykać się ze szwedzką studentką i modelką Anną Wohlin, szybko zaangażował się w ten związek, wierząc, że szczęście w końcu uśmiechnęło się również do niego. W tym czasie nie był już integralną częścią zespołu, był niezadowolony ze współpracy z nim, w związku z czym Jagger postanowił znaleźć nowego członka zespołu na miejsce Jonesa. Od 31 maja w sesjach The Rolling Stones uczestniczył Mick Taylor, który miał zastąpić Jonesa.
8 czerwca 1969 przed południem Jagger, Richards i Watts odwiedzili Jonesa w jego prywatnej posiadłości Cotchford Farm, by omówić z nim kwestię jego odejścia z zespołu. Po półgodzinnej rozmowie ustalili wspólnie, że Jones wyda oświadczenie dla mediów o odejściu z The Rolling Stones oraz o powodach podjęcia tej decyzji, a sprawy związane z prawami do nazwy The Rolling Stones zostaną załatwione polubownie. Jones jako założyciel zespołu miał otrzymać jednorazowe odszkodowanie finansowe za zrzeczenie się swoich praw do nazwy w wysokości 100 tys. funtów oraz po 20 tys. funtów za każdy rok istnienia zespołu. Tego samego dnia biuro prasowe The Rolling Stones wydało oświadczenie przypisywane Jonesowi, jednak nie ma pewności co do tego, czy faktycznie był on jego autorem:

(...) Nie spotykam się już z resztą zespołu, by rozmawiać o płytach, które nagrywamy. Nie rozumiemy się już muzycznie. Muzyka The Stones mi już nie odpowiada. Mam zamiar grać własną muzykę, a nie innych i to bez względu na to, jak bardzo mogą mi się podobać ich koncepcje muzyczne. Jedynym rozwiązaniem jest pójście swoimi drogami, choć nadal zostaniemy przyjaciółmi. Kocham tych facetów (...)

Według niektórych źródeł w połowie czerwca odwiedził dawnych kolegów z zespołu w Olympic Studios w Londynie, gdzie rozmawiali o przyszłości, a Jones był podekscytowany swoimi planami muzycznymi. Inne źródła podają, że Jones w tym czasie nie chciał spotykać się z dawnymi kolegami z zespołu, z którymi od dawna pozostawał w złych relacjach. Niedługo później zaprosił do swojej posiadłości przyjaciela Alexisa Kornera, bo chciał przyłączyć się do jego zespołu, ale ten zachęcił Jonesa, by stworzył własną grupę. W tym czasie sporo komponował i nagrywał w swoim domowym studiu nagrań, był również w stałym kontakcie z Jimim Hendrixem i Johnem Lennonem, z którymi planował stworzyć nowy zespół.
Udział Briana Jonesa w sesjach nagraniowych w latach 1967–1969 (kolejność według daty wydania):
1968
Jumping Jack Flash – gitara elektryczna, marakasy, melotron (nagrano: marzec/kwiecień 1968)
Child Of The Moon – saksofon (nagrano: lipiec/październik 1967)
Sympathy For The Devil – wokal wspierający (marakasy i gitara akustyczna w pierwszej wersji studyjnej) – nagrano w lipcu 1968
No Expectations – gitara Slide, gitara akustyczna (nagrano: maj/czerwiec 1968)
Dear Doctor – harmonijka, gitara (nagrano w maju 1968)
Parachute Woman – gitara, harmonijka (nagrano w marcu 1968)
Jigsaw Puzzle – melotron, elektryczna gitara slide (nagrano w marcu 1968)
Street Fighting Man – sitar, tamburyn (nagrano: marzec/kwiecień 1968)
Prodigal Son – harmonijka (nagrano 24 czerwca 1968)
Stray Cat Blues – gitara slide, organy (nagrano 3 kwietnia 1968)
Factory Girl – melotron (nagrano w maju 1968)
Blood Red Wine – gitara akustyczna (nagrano w maju 1968) – nigdy nie wydano
Memo From Turner – gitara (nagrano 17 listopada 1968)
Still A Fool – gitara slide, harmonijka (nagrano w czerwcu 1968)
Downtown Suzie – wokal wspierający, elektryczna gitara slide (nagrano 13–18 maja 1968)
Family – gitara, instrumenty perkusyjne (nagrano: maj/czerwiec 1968)
1969
Midnight Rambler – kongi (bębny kubańskie) (nagrano 9–10 lutego 1969)
You Got The Silver – cytra (nagrano 18 lutego 1969)
THE BEATLES – You Know My Name Look Up My Number – saksofon (maj/czerwiec 1967)

## Śmierć
Nocą z 2 na 3 lipca 1969 został znaleziony martwy w basenie w swoim domu w Cotchford, w którym mieszkał m.in. ze swoim przyjacielem, Frankiem Thorogoodem. W chwili śmierci w posiadłości Jonesa przebywały także Anna Wahlin i Janet Lawson (partnerka Thorogooda). Jones przed wejściem do basenu był pod wpływem alkoholu (wypił kilka kieliszków brandy, a wcześniej po dwa kieliszki wódki, wina i whisky) oraz „substancji amfetaminopodobnej”. Ok. godz. 23:00 wskoczył do basenu i pływał w nim razem z Thorogoodem przez godzinę. Thorogood wyszedł z basenu około północy, po czym wrócił do domu, uprzednio paląc papierosa. Kilka minut później Thorogood, Lawson i Wohlin wyłowili ciało nieprzytomnego Jonesa. Jedna z hipotez głosi, że Jones został utopiony przez Thorogooda, który miał przyznać się do tego czynu w 1993 na łożu śmierci Tomowi Keylockowi – kierowcy grupy, ale ten wszystkiemu zaprzeczył. Istnieją teorie, że Jones przed śmiercią miał atak astmy bądź padaczki, jednak pierwsze z przypuszczeń zostało obalone przez patologa. Tej samej nocy dom Jonesa został okradziony z wyposażenia, pamiątek i nagrań, których dokonał z zespołem The Rolling Stones i z innymi wykonawcami, m.in. z prywatnej sesji z Johnem Lennonem.
Następcą Jonesa w zespole został Mick Taylor. Grupa uczciła pamięć muzyka koncertem, który odbył się 5 lipca w londyńskim Hyde Parku i został udokumentowany w filmie telewizyjnym Leslie Woodheada Stones in the Park. Zadedykowano mu także kompilację utworów zespołu pt. Through the Past, Darkly (Big Hits Vol. 2).
Został pochowany 10 lipca 1969 w rodzinnym Cheltenham. Wykonaną ze srebra i brązu trumnę dla Jonesa kupił Bob Dylan. Wśród uczestników ceremonii pogrzebowej pojawili się Bill Wyman i Charlie Watts.

## Obecność w kulturze popularnej
- Brian Jones jest wymieniony w piosence pt. Czas ołowiu z repertuaru polskiej grupy Budka Suflera. Autorem tekstu jest Marek Dutkiewicz, a kompozytorem Romuald Lipko[47].

## Dorobek twórczy 1963–1969
W latach 1963–1965 w The Rolling Stones istniała spółka autorska – Mick Jagger, Brian Jones, Keith Richards, Charlie Watts, Bill Wyman. Występowała ona pod pseudonimem Nanker Phelge. Pseudonimem tym opatrzonych zostało 14 utworów: „Stoned” (1963), „Little by Little” (1964), „Andrew’s Blues” (1964), „And Mr Spector and Mr Pitney Came Too” (1964), „Now I’ve Got a Witness” (1964), „Stewed and Keefed (Brian’s Blues)” (1964), „2120 South Michigan Avenue” (1964), „Empty Heart” (1964), „Play with Fire” (1965), „The Under Assistant West Coast Promotion Man” (1965), „I’m All Right” (1965), „Aftermath” (1965), „Godzi” (bootleg BMI) i „We Want the Stones” (1965).
W październiku 1967 Brian Jones miał wspólną sesję z Jimim Hendrixem, która odbyła się w Olympic Studios, London. Podczas sesji wspólnie skomponowali i nagrali kilka utworów, między innymi „My Little One” oraz „Ain’t Nothin’ Wrong With That”, w których Jones gra na sitarze i instrumentach perkusyjnych, a także „All Along the Watchtower” w 1968 r. (instrumenty perkusyjne).
Do dziś istnieje problem z ustaleniem faktycznego wkładu Briana Jonesa w twórczość The Rolling Stones. Na podstawie relacji świadków m.in. Billa Wymana (basisty The Rolling Stones) i Marianne Faithfull (dziewczyna Jaggera w latach 1966–1969) – wkład Briana Jonesa w tworzenie muzyki zespołu był znacznie większy, niż można by to wywnioskować z oficjalnych notek przypisujących autorstwo ogromnej większości własnych utworów zespołu, spółce autorskiej Mick Jagger/Keith Richards. Według świadków Brian Jones był autorem lub współautorem muzyki do wielu znanych przebojów The Rolling Stones, nie był jednak oficjalnie podawany jako autor, ze względu na swoisty układ panujący w grupie, gdyż Andrew Loog Oldham – ówczesny menedżer zespołu – od początku forsował spółkę Mick Jagger/Keith Richards, równocześnie próbując marginalizować rolę Briana Jonesa. Pisanie muzyki i tekstów dla The Rolling Stones wiązało się z wielkimi tantiemami. Jagger – autor tekstów i wokalista – nie chciał śpiewać do muzyki, którą przynosił mu Jones, nie miał za to takich oporów w stosunku do Richardsa, z którym przyjaźnił się od dzieciństwa. To, że Keith Richards podpisywał się pod cudzymi utworami jako autor, twierdził nie tylko Brian Jones, ale również jego następca w zespole Mick Taylor, a także m.in. Bill Wyman.
Jako przykład wkładu Brian Jonesa w dorobek zespołu można wymienić jego gitarę slide w „I Wanna Be Your Man” (1963), „I’m a King Bee” (1964, z płyty The Rolling Stones), „Little Red Rooster” (1964), „I Can’t Be Satisfied” i „Grown Up Wrong” (1964, z płyty The Rolling Stones No. 2), „I’m Movin’ On” (1965, z EP Got Live If You Want It!) „Doncha Bother Me” (1966 r. z płyty Aftermath) oraz „No Expectations” (1968, z płyty Beggars Banquet). Brian Jones perfekcyjnie grał również w stylu Bo Diddleya na gitarze rytmicznej w „I Need You Baby (Mona)” i na gitarze prowadzącej w „The Last Time”; na sitarze w „Street Fighting Man” i „Paint It Black”; na organach w „Let’s Spend the Night Together”, „Complicated” i „2000 Man”; na marimbie w „Under My Thumb”, „Out of Time” i „Yesterday’s Papers”; nagrywał i miksował oraz wykonał partię fletu w „Ruby Tuesday” i „All Sold Out”; trąbka w „Child of the Moon”; na dulcimerze grał w „I Am Waiting” i „Lady Jane”, na klawesynie również w „Lady Jane”; na akordeonie w „Backstreet Girl”; na saksofonie i oboju w „Dandelion”; na melotronie w „She’s a Rainbow”, „We Love You”, „Stray Cat Blues” i „2000 Light Years from Home”; i na autoharfie w „You Got the Silver”.
Jones w wielu utworach zespołu grał na harmonijce ustnej, szczególnie we wczesnym okresie The Rolling Stones, na przykład w „Stoned” (1963), „Not Fade Away” (1964), „I Just Want to Make Love to You” (1964), „Good Times, Bad Times” (1964), „Confessin’ the Blues” (1964), „2120 South Michigan Avenue” (1964) (z EP Five By Five), „The Under Assistant West Coast Promotion Man” (1965) (z płyty Out of Our Heads), „Look What You’ve Done” (1965, z płyty December’s Children (And Everybody’s)), „Goin’ Home” (1966) (z płyty Aftermath) oraz w „Who’s Driving Your Plane?” (1966), „Dear Doctor” i „Prodigal Son” (1968) (z płyty Beggars Banquet).
We wczesnych latach Brian Jones często występował w roli wokalisty wspierającego. Jego wokal można usłyszeć między innymi w „Come On”, „I Wanna Be Your Man”, „I Just Want to Make Love to You”, „Walking the Dog”, „Tell Me”, „Money (That’s What I Want)”, „I’m Alright”, „It’s All Over Now”, „Time Is on My Side”, „You Better Move On” i „Ruby Tuesday”.
W 1966 Brian Jones skomponował, nagrał i wyprodukował ścieżkę dźwiękową do niemieckiego filmu Mord und Totschlag (angielska nazwa: A Degree of Murder); w filmie tym jedną z głównych ról zagrała jego ówczesna dziewczyna – Anita Pallenberg, a gitarzysta Jimmy Page jest jednym z muzyków, którzy grają z Jonesem na tej ścieżce dźwiękowej.
Latem 1968, podczas pobytu w Maroku, Jones zafascynowany dźwiękami tradycyjnych instrumentów – nagrał i wyprodukował Brian Jones Presents the Pipes of Pan at Joujouka. Nagranie zostało wydane dopiero po jego śmierci przez kolegów z zespołu w 1971 (jako hołd dla Briana), jest to zapis etnicznej muzyki marokańskiej wykonywanej przez miejscowych mistrzów, został on dokonany w marokańskich górach Atlas.
W roku 1966 nagrał dla The Beatles dźwięki gwizdków i łańcuchów oraz swój wokal wspierający w ich utworze „Yellow Submarine”, a w 1967 r. zagrał na oboju w „Baby, You’re a Rich Man”. W roku 1967 Brian Jones nagrał również dla The Beatles partię saksofonu altowego w utworze „You Know My Name (Look Up the Number)”; który został wydany dopiero w 1970 roku.
W roku 1963 Brian Jones samodzielnie skomponował, a następnie nagrał z zespołem The Rolling Stones – „Rice Krispies” – trzydziestosekundową reklamę płatków śniadaniowych dla firmy dla Kellogg’s. Reklama ma brzmienie typowe dla późniejszych dokonań zespołu.